# Bataille de la crête Roosevelt
Seconde Guerre mondiale, 
Guerre du Pacifique
Batailles
- Mubo
- Bobdubi
- Crête Lababia
- Baie de Nassau
- Crête Roosevelt
- Mont Tambu
- Lae
- Nadzab

La bataille de la crête Roosevelt s'est déroulée entre le 21 juillet et le 14 août 1943 entre les forces américaines et japonaises dans la région de Salamaua du territoire de Nouvelle-Guinée pendant la Seconde Guerre mondiale. 

## Histoire
La bataille est menée en conjonction avec plusieurs autres actions de la campagne Salamaua-Lae. Tout au long de la première moitié de 1943, les forces australiennes font face aux Japonais autour de Wau puis de Mubo alors qu'elles ont repoussé les Japonais vers Salamaua. Au fur et à mesure du développement de la campagne, les Japonais acheminent des renforts d'ailleurs en Nouvelle-Guinée, réduisant ainsi leur garnison, en particulier autour de Lae. À la suite des combats sur crête Lababia, les Australiens commencent à sécuriser des positions autour de Bobdubi, en vue de s'étendre vers le mont Tambu.
Dans le but de rouler sur Salamaua à partir de plusieurs axes différents, et aussi d'établir un port pour relever les avions et les porte-avions indigènes qui ravitaillent leurs forces, un débarquement dans la baie de Nassau est effectué début juillet par les troupes américaines, commençant ensuite une route vers le nord le long de la côte. À la mi-juillet, ils s'heurtent à de puissantes forces japonaises le long d'une crête surplombant la baie de Tambu, qui a ensuite été surnommée crête de Roosevelt, du nom de l'un des commandants de bataillon américains. Au cours des mois de juillet et août, le 162e régiment d'infanterie américain tente à plusieurs reprises de capturer la crête. Les progrès s'avèrent lents, cependant, et cela – associé à une politique de service interalliée – a tendu les relations entre les commandants américains et australiens avant que la crête ne soit finalement sécurisée à la mi-août.